# 思文閣出版
株式会社思文閣出版（しぶんかくしゅっぱん）は、京都府京都市東山区にある出版社。古書・古典籍を販売する「古書部」と、学術図書出版を手掛ける「新刊事業部」からなる。
美術商思文閣の出版部で、人文系・美術系の書籍を刊行している。絶版となった古書や花道、歴史、国文、芸術などのオリジナル企画書を刊行している。
ベストセラーにならなくても、命の長い本を出版していく方針を取っている。所在地同ビルに企画展をメインとする美術館・思文閣美術館（しぶんかくびじゅつかん、2011年4月10日より休館中）、京都市東山区古門前通大和大路東入元町386にぎゃらりぃ思文閣を運営する。また、PR誌「鴨東通信」を年2回発行している。

## 歴史
1937年、古文書、古美術などの専門店「書肆（しょし）思文閣」として京都市下京区に開店した。店名は初代経営者と親交のあった京都帝国大学の歴史学者の中村直勝によって発音しやすい名称として名付けられた。
1967年に株式会社化され、1969年より学術、芸術系書籍の出版を始め、1975年に出版部門が思文閣出版として独立した。
1969年、大正時代に刊行された後、長らく絶版になっていた『日本人名辞典』（芳賀矢一著）を復刻出版した。同書は2007年までにおよそ1万部発行している。
1981年から出版している〈思文閣史学叢書〉は50冊を超えている。
1993年園田英弘『西洋化の構造：黒船・武士・国家』が、読売新聞読書委員を務める山折哲雄（国際日本文化研究センター教授）により、1993年下半期の「私の1冊」に選ばれた。
2006年、本よみうり堂の読書委員竹内洋（関西大学教授）が本山幸彦『近世儒者の思想挑戦』を「今年の3冊」に選出。
2007年、幕末から1980年代までの日本の産業技術の歩みを体系的にまとめた『日本産業技術史事典』は、今までにないタイプの事典として、注目を集めた。
2008年、奈良国立博物館が開催した「正倉院学術シンポジウム」（2005年から2007年まで3回）をまとめた『正倉院宝物に学ぶ』を刊行した。
2012年、最上義光が参加した連歌を記した巻物1巻を山形市に売却した。同年、新島襄研究の第一人者である本井康博により、翌年の大河ドラマ『八重の桜』のヒロインの魅力が語られた『日本の元気印・新島八重』を出版した。

## 刊行物の受賞
- 1992年、バーバラ・ルーシュ『もう一つの中世像：比丘尼・御伽草子・来世』が女性史青山なを賞の特別賞を受賞[11]。
- 1994年、園田英弘『西洋化の構造：黒船・武士・国家』がサントリー学芸賞を受賞した[12]。
- 2004年、遠藤正治（愛知大学非常勤講師）『本草学と洋学：小野蘭山学統の研究』が第二回徳川賞（德川記念財団）を受賞[13]。
- 2013年、ミシガン大学客員研究員の岡田万里子が『京舞井上流の誕生』で日本演劇学会河竹賞奨励賞、サントリー学芸賞の芸術・文学部門を受賞[14]。
- 2015年、華東師範大学専任講師の陳凌虹が『日中演劇交流の諸相：中国近代演劇の誕生』で日本比較文学会賞受賞。
- 2021年、中島楽章『大航海時代の海域アジアと琉球：レキオスを求めて』が、第33回アジア・太平洋賞特別賞、および第64回日経・経済図書文化賞を受賞。

## 主な刊行物
- 『禅語辞典』（入矢義高監修、古賀英彦編著）